# John Adams Wickham mlajši
John Adams Wickham mlajši, ameriški general, * 25. junij 1928, Dobbs Ferry, New York, ZDA, † 11. maj 2024.